# Friedrich Adrian Dietrich von Roeder
Friedrich Adrian Dietrich von Roeder (* 4. September 1730 in Potsdam; † 2. Oktober 1802 ebenda) war ein preußischer Generalleutnant und Chef des Infanterieregiments Nr. 6.

## Leben

### Herkunft
Friedrich Adrian Dietrich war der Sohn von Christoph Ernst von Roeder (* 1694; † 27. Juli 1754 in Pillau) aus dem Haus Metgethen und dessen Ehefrau Anna Charlotte, geborene von Winterfeldt († 1762). Sein Vater war preußischer Oberst und Chef des Garnisonregiment Nr. 2 sowie Amtshauptmann von Barten.

### Militärkarriere
Roeder wurde am 14. Februar 1746 als Gefreitenkorporal im Regiment „Garde“ der Preußischen Armee angestellt. Dort wurde er am 21. August 1750 Fähnrich sowie am 24. März 1756 Sekondeleutnant. Mit seinem Regiment nahm er am Siebenjährigen Krieg teil und kämpfte in Leuthen, Liegnitz und Torgau. In der Schlacht bei Hochkirch wurde er verwundet. 1761 war er Stabskapitän geworden und 1766 Kapitän sowie Kompaniechef. 1772 wurde er Kommandeur des 3. Bataillon. Im Jahr 1776 erfolgte seine Beförderung zum Major und als solcher nahm er am Bayerischen Erbfolgekrieg teil. Am 9. April 1785 wurde er schließlich Kommandeur des Regiments „Garde“. Im Jahr darauf erhielt er den Orden Pour le Mérite. Roeder wurde dann am 20. Mai 1787 Oberst und kurz darauf zum Inspekteur der Potsdamer Infanterie-Inspektion ernannt. Seit 7. Februar 1789 war er Amtshauptmann von Balga mit einem jährlich Einkommen von 500 Talern.
Im Februar 1789 ernannt ihn der König zum Kommandanten von Potsdam und war während der Mobilmachung ab 23. Mai 1790 in Schlesien Brigadier der Garde. Zu Beginn des Jahres 1793 folgte seine Ernennung zum Generalmajor. Während des Ersten Koalitionskrieges war er an der Belagerung von Mainz beteiligt. Am 29. Januar 1796 wurde er Chef des Infanterieregiments Nr. 6 mit einem Gehalt von 4035 Talern unter Beibehaltung seiner Amtshauptmannschaft. Kurz darauf beging Roeder sein 50-jähriges Dienstjubiläum. Er dimittierte schließlich am 3. Januar 1798 als Generalleutnant mit einer Pension von 1500 Talern. Zum Abschied verlieh ihm der König den Großen Roten Adlerorden.
Roeder verstarb unverheiratet in Potsdam.